# Vesna Schuster
Vesna Schuster (* 28. Mai 1974 in Melk) ist eine österreichische Politikerin der Freiheitlichen Partei Österreichs (FPÖ). Von März 2018 bis März 2023 war sie Abgeordnete zum Landtag von Niederösterreich.

## Leben

### Ausbildung und Beruf
Schusters Eltern kamen 1973 als Gastarbeiter mit serbischen Wurzeln nach Melk, wo sie 1974 geboren wurde. Nach der Volks- und Hauptschule besuchte sie ein BORG sowie eine Fachschule für soziale Betreuung. Nach der Absolvierung der Akademie der Wirtschaftstreuhänder ist sie als diplomierte Personalverrechnerin mit eigenem Unternehmen selbständig tätig.

### Politik
Bei der Landtagswahl in Niederösterreich 2018 kandidierte sie hinter Udo Landbauer und Gottfried Waldhäusl auf dem dritten Listenplatz der Landesliste. Am 22. März 2018 wurde sie in der konstituierenden Landtagssitzung der XIX. Gesetzgebungsperiode als Abgeordnete zum Landtag von Niederösterreich angelobt. Zu ihren Ressorts zählen Familie und Frauen, Jugend, Bildung sowie Integration.
Die FPÖ Niederösterreich nominierte sie im Februar 2019 als niederösterreichische Spitzenkandidatin für die Europawahl 2019. Die Bundes-FPÖ reihte sie auf den fünften Platz der Kandidatenliste für die EU-Wahl 2019. Im November 2020 wurde sie als Nachfolgerin von Gernot Schandl zur Obfrau des freiheitlichen Familienverbandes (FFV) Niederösterreich gewählt.
Im Oktober 2021 kandidierte sie am FPÖ-Bezirksparteitag für die Nachfolge von Erich Königsberger als Bezirksparteiobfrau von St. Pölten Stadt und Land. Gegenkandidat Martin Antauer gewann mit 103 Stimmen, Schuster erreichte 67 Stimmen. Nach der Landtagswahl 2023 schied sie aus dem Landtag aus.